# 朱肅濠
柘城王朱肃濠（16世纪—1632年），明朝柘城长子朱在鍲庶长子，柘城昭定王朱朝埢孙。
朱在鍲先去世，万历二十年（1592年）朱朝埢去世。万历二十二年（1594年），朱肃濠受封柘城长孙。万历三十一年（1603年）五月，朱肃濠受册袭封。
萬曆三十二年（1604年）四月，明神宗遣翰林院簡討張文光等為正使，行人徐紹吉等為副使，持節冊封郜氏為柘城王妃。
萬曆三十七年（1609年）五月，禮部題唐王朱碩熿、周世子朱恭枵、朱肅濠、原武王朱朝埨庶長子朱在、湯陰王府奉國將軍朱載㙔、汝陽王府輔國中尉朱勤⿱殽灬、鎮平王府鎮國中尉朱睦梁等皆賢明仁孝、博古崇儒，各自賜敕書，命儀制司主事游漢龍帶去旌表嘉獎。
崇禎五年（1632年），朱肃濠去世，谥号不详。无子，柘城国除。